# Pahkasika
Pahkasika foi uma revista finlandesa de humor adulto publicada entre 1975 e 2000. Durante o período de atividade, era editada por Markku Paretskoi e financiada pelas empresas Fanzine Oy (1975-1985) e Banana Press (1985-2000).
Após um período de inatividade, a revista publicou sua 79.ª edição em 2015, caracterizada por ser uma edição comemorativa de quarenta anos.

## História
Pahkasika foi fundada em Vantaa por três estudantes do ensino médio, Jukka Mikkola, Markku Paretskoi e Paul Öhrnberg. A primeira edição ocorreu em 1975; contudo, os editores originalmente não tinham intenções de continuar com a revista. As edições seguintes foram publicadas ocasionalmente em Helsinque e produzidas por um mimeógrafo.
No final da década de 1970, a revista se concentrou em matérias musicais e sua sede mudou para Tampere. Já no início da década seguinte, a editora Fanzine Oy enfim colocou a revista em sua lista de publicações. Apesar disso, uma mudança de foco aconteceu e as publicação se especializaram no humor e em paródias. Nesta época, o jornalista Juha Ruusuvuori começou o trabalho na Pahkasika.
Os problemas financeiros de Fanzine Oy fizeram com que revista criasse, em 1985, sua própria editora, a Banana Press. As publicações alcançaram um pico de 35 mil cópias e se tornou altamente lucrativa. Contudo, a circulação caiu para menos de dez mil durante a recessão finlandesa da década de 1990. A revista persistiu até o ano 2000, quando foi oficialmente extinta. Já o editor chefe, Markku Paretskoi, pronunciou-se no encerramento da revista, dizendo que a realidade se tornou uma paródia e, consequentemente, não podia ser mais parodiada.

### Edição comemorativa
Em 2015, a revista publicou sua 79.ª edição em 2015, para comemorar o quadragésimo aniversário. A maior parte do conteúdo foi produzido pelos editores originais, incluindo Markku Paretskoi.